# Rocky Raccoon
Rocky Raccoon è un brano musicale, composto principalmente da Paul McCartney ed accreditato anche a John Lennon, pubblicato dai Beatles nel loro eponimo album del 1968.

## Descrizione

### Storia, composizione e registrazione del "demo"
A metà febbraio 1968 i Beatles, su iniziativa di George Harrison, vanno in uno stage di meditazione trascendentale a Rishikesh, in India, ai piedi dell'Himalaya; siccome ci sono molti momenti vuoti, John Lennon e Paul McCartney scrivono nel luogo moltissime canzoni, abbastanza per riempire un doppio LP. Infatti, ritornati in studio, iniziano a registrare il White Album.
Rocky Raccoon venne composta in India, sul tetto dell'ashram; Paul McCartney ne fu il principale autore, ma collaborarono anche John Lennon e Donovan, un folk-singer loro compatriota, che insegnò al duo la tecnica chitarristica del fingerpicking. Il testo, scherzoso, tratta di un giovane statunitense che fronteggia, in un combattimento, il suo rivale in amore; qualche tempo dopo, questa situazione avvenne ad Harrison, che intrattenne un duello contro Eric Clapton per contendersi la moglie del primo, Pattie Boyd, quando, tra il 1971 ed il 1974 erano i tre vertici di un triangolo amoroso che si concluse con la separazione tra l'ex-beatle e la prima moglie. È stato ipotizzato che un duello, anch'esso chitarristico, tra Lennon e Donovan sia stata l'ispirazione della traccia. La canzone è nella tonalità del La minore, e l'armonia è incentrata sugli accordi del Re quarta e Re maggiore, La minore settima, Sol maggiore settima e Do maggiore.
John Lennon disse a David Sheff, pochissimo tempo prima di morire, che si capiva facilmente che il pezzo era ad opera del compagno, e che, per colpa sua, rischiava dei fraintendimenti su alcuni riferimenti scherzosi alla Sacra Bibbia presenti nel ritornello. McCartney scrisse su Many Years from Now, la sua "semi-autobiografia", pubblicata nel 1997 e curata da Barry Miles, che era un suo brano molto eccentrico, che aveva iniziato come un blues ed aveva scribacchiato delle frasi divertenti, rendendola una canzone-commedia. McCartney aggiunse che alcuni nomi dei personaggi delle sue composizioni, come "Vera, Chuck & Dave, Nancy e Lil (la ragazza contesa fra i due uomini in questo pezzo) sono nella lista dei nomi da lui usati per divertire gli ascoltatori. Un altro personaggio di Rocky Raccoon è un dottore ubriaco, ispirato dal medico, veramente stordito dall'alcol, che lo soccorse nel maggio 1966 dopo un incidente stradale su una motocicletta; infatti, il risultato fu una cicatrice ben visibile sulle labbra ed un incisivo rotto, come viene mostrato a partire dal videoclip di Paperback Writer, cosa che probabilmente fece nascere la leggenda del Paul Is Dead.
Un demo della traccia venne registrato a fine maggio 1968 ad Esher, a Kinfaus, a casa di Harrison; altri brani incisi come demostrations in quell'occasione sono Cry Baby Cry, Child of Nature, The Continuing Story of Bungalow Bill, I'm So Tired, Yer Blues, Everybody's Got Something to Hide Except Me and My Monkey, What's the New Mary Jane, Revolution, While My Guitar Gently Weeps, Circles, Sour Milk Sea, Not Guilty, Piggies, Julia, Blackbird, Back in the U.S.S.R., Honey Pie, Mother Nature's Son, Ob-La-Di, Ob-La-Da, Junk, Dear Prudence e Sexy Sadie; buona parte di queste canzoni sono apparse in seguito sul White Album.

### Registrazione
Rocky Raccoon venne registrata dai Beatles in un'unica sessione il 15 agosto 1968; iniziarono con nove nastri della base ritmica (Paul McCartney: voce, chitarra; John Lennon: basso elettrico; Ringo Starr: batteria). Dopo aver scelto come migliore la nona take, vi vennero sovraincise altre parti di basso (McCartney) e batteria (Starr), una parte di armonica a bocca (Lennon) ed un assolo di pianoforte honky tonk (George Martin), oltre a dei cori (McCartney, Lennon e George Harrison); c'è anche chi afferma che, in quest'ultimo caso, canta anche Linda Eastman, futura moglie di Paul, come avviene anche su Let It Be. Lennon, che sovraincise anche delle parti sull'armonium, aveva usato un basso elettrico a sei corde Fender, talvolta suonato da lui o da George, come nel caso di Honey Pie dallo stesso album. Differenti ricostruzioni attribuiscono però al solo McCartney la paternità delle frasi di basso. Nel corso della registrazione, il testo della canzone (ed anche il titolo, poiché il nome originario era Rocky Sassoon) subí molte modifiche, che furono luogo di critiche da parte di Paul McCartney (come "This here is the story of a young boy living in Minnesota... Fuck off!" - "Questa è la storia di un ragazzo che viveva nel Minnesota... Vaffanculo!"). Il canto di McCartney presenta esagerato "accento da Far West".
Il brano venne mixato il 15 agosto 1968, lo stesso giorno della sua incisione, in mono partendo dal decimo nastro, ottenuto riducendo la nona take in quella successiva. Per il mixaggio stereofonico si dovette aspettare fino al 10 ottobre, ma ugualmente, sia nella data della registrazione e del mix monofonico che in questa era presente la stessa formazione in cabina di registrazione: produceva George Martin, ed i fonici erano Ken Scott e John Smith. Questa canzone, a differenza di numerose altre dell'"Album Bianco", non presenta differenza sostanziali tra i due mixaggi.

### Pubblicazione ed accoglienza
Il White Album venne pubblicato il 22 novembre 1968, con Rocky Raccoon come parte del gruppo di canzoni del doppio LP che presentano, nel titolo, il nome di un animale: le altre sono Blackbird ("Merlo"), Piggies ("Maiali"), le due che la precedono, e, più in avanti, Everybody's Got Something to Hide Except Me and My Monkey ("Tutti quanti hanno qualcosa da nascondere al di fuori di me e della mia scimmia"); seguita da Don't Pass Me By di Ringo Starr, questa canzone è la quarta traccia del lato B del primo disco e l'undicesima in generale. L'Anthology 3, pubblicata il 28 novembre 1996, comprende la take eight del brano come seconda traccia del lato A del secondo LP, posta tra una versione alternativa di Glass Onion, farcita da effetti sonori, e l'inedito sperimentale What's the New Mary Jane; questa versione di Rocky Raccoon presenta un testo alternativo.
Il critico musicale Stephen Thomas Erlewine di AllMusic ha affermato che questo brano, da lui descritto come una finta imitazione della country music, è un esempio di quanto le strade musicali del duo Lennon-McCartney (ed anche di George Harrison e Ringo Starr) stessero cambiando radicalmente direzione, considerando che il White Album conteneva canzoni come Yer Blues, il cui testo era un inno al suicidio come liberazione. Il Rolling Stone Magazine, per mano di Jann Wenner, scrisse che questo numero rappresentava la versalità creativa di McCartney, e ne ha lodato il testo. Luca Biagini, curatore del sito Pepperland, ha affermato che la canzone, di suo, è troppo lunga, ma che l'esecuzione divertita dei Beatles la rende più piacevole all'ascolto.

## Formazione
The Beatles
- Paul McCartney: voce, cori, chitarra acustica
- John Lennon: cori, basso elettrico a sei corde, armonica a bocca
- Ringo Starr: batteria
- George Harrison: cori[1]

Altri musicisti
- George Martin: pianoforte honky tonk[1]